# برایان بدفورد
برایان بدفورد (انگلیسی: Brian Bedford؛ ۱۶ فوریهٔ ۱۹۳۵ – ۱۳ ژانویهٔ ۲۰۱۶) یک هنرپیشه اهل بریتانیا بود. وی بین سال‌های ۱۹۵۷ تا ۲۰۱۶ میلادی فعالیت می‌کرد.
از فیلم‌ها یا برنامه‌های تلویزیونی که وی در آن نقش داشته است می‌توان به رابین‌هود، نیکسون، جایزه بزرگ، سکوت خشمناک، اهمیت جدی بودن اشاره کرد.